# Противораковая вакцина
Противора́ковая вакци́на — вакцина, которая либо лечит рак, либо предотвращает заболевание раком. Вакцины, лечащие рак, называются терапевтическими противораковыми вакцинами.
Многие вакцины являются «аутологичными» — они готовятся из образцов, взятых у пациента, и поэтому специфичны для данного пациента.
Некоторые исследователи утверждают, что раковые клетки постоянно образуются в организме и уничтожаются иммунной системой, а опухоль начинает формироваться, когда иммунная система не справляется с уничтожением.

## Традиционные вакцины
Некоторые типы рака, такие как рак шейки матки и некоторые онкозаболевания печени, вызываются вирусами (онковирусами). Традиционные вакцины против этих вирусов, такие как вакцина против вируса папилломы человека и вакцина против гепатита В, предотвращают эти виды рака. Такие вакцины не обсуждаются в этой статье.
Причиной других раков могут быть бактериальные инфекции (например, рак желудка может вызываться бактерией Хеликобактер пилори). Традиционные вакцины против бактерий, вызывающих рак (онкобактерий), в этой статье также не рассматриваются.

### Дендритно-клеточные вакцины
Противоопухолевый иммунный ответ может быть инициирован при применении аутологичных дендритно-клеточных вакцин (ДКВ) в основе которых лежит способность дендритных клеток представлять антиген Т-лимфоцитам и вызывать их активацию. Показано, что степень зрелости дендритных клеток является ключевой характеристикой противоопухолевой специфической эффективности ДКВ. Среди релевантных моделей изучения ДКВ in vitro широко используются классические 2D-модели и 3D-модели, приближенные к условиям организма. Модели in vivo остаются необходимыми для проверки концепции и установления фармакологической безопасности и изучения биораспределения. При проведении клинических исследований ДКВ актуальными являются обнаружение иммунологических маркеров эффективности ДКВ. 

## Метод
Один из подходов к вакцинации против рака состоит в том, чтобы отделить белки от раковых клеток и сформировать у пациентов иммунитет против этих белков-антигенов, в надежде стимулировать иммунную систему на уничтожение раковых клеток. В настоящее время проводятся исследования по противоопухолевым вакцинам для лечения рака молочной железы, лёгких, толстой кишки, кожи, почек, предстательной железы и других видов рака.